# Bắt chước

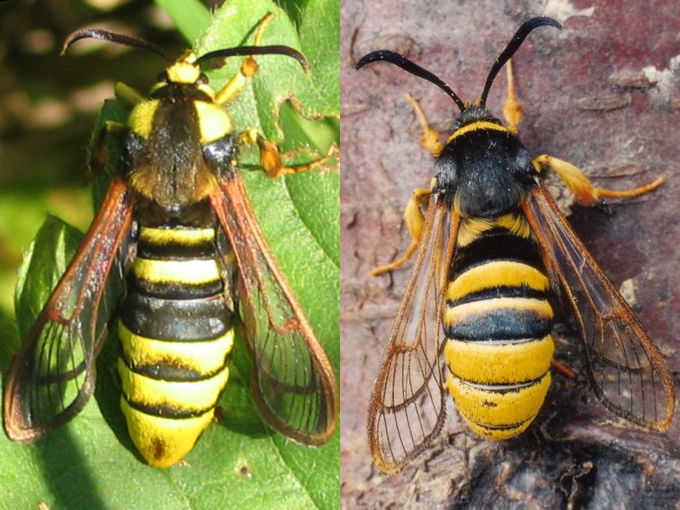
Hai loài bướm Sesia apiformis và Sesia bembeciformis cùng giống nhau và cùng giống ong vò vẽ.

Trong sinh học, bắt chước là hiện tượng một loài sinh vật có đặc điểm giống hoặc tương tự như một loài khác để bảo vệ chính nó hoặc cả hai. Đây là thuật ngữ trong sinh học tiến hóa, ở tiếng Anh là mimicry, tiếng Pháp là mimétism, cũng đã được dịch là "giả trang" hoặc "ngộ trạng".
Như một loài bướm (không độc) lại có hình dạng, màu sắc rất giống như ong vò vẽ (có độc). Ở ví dụ này loài bướm đó đã "bắt chước" ong vò vẽ, nhờ đó kẻ thù của bướm (thường là chim sâu) tưởng nhầm nó là ong độc, nên không dám ăn thịt. Có thể nói: bướm này là loài bắt chước để đánh lừa kẻ thù của nó, còn ong là loài mẫu, bị bắt chước.

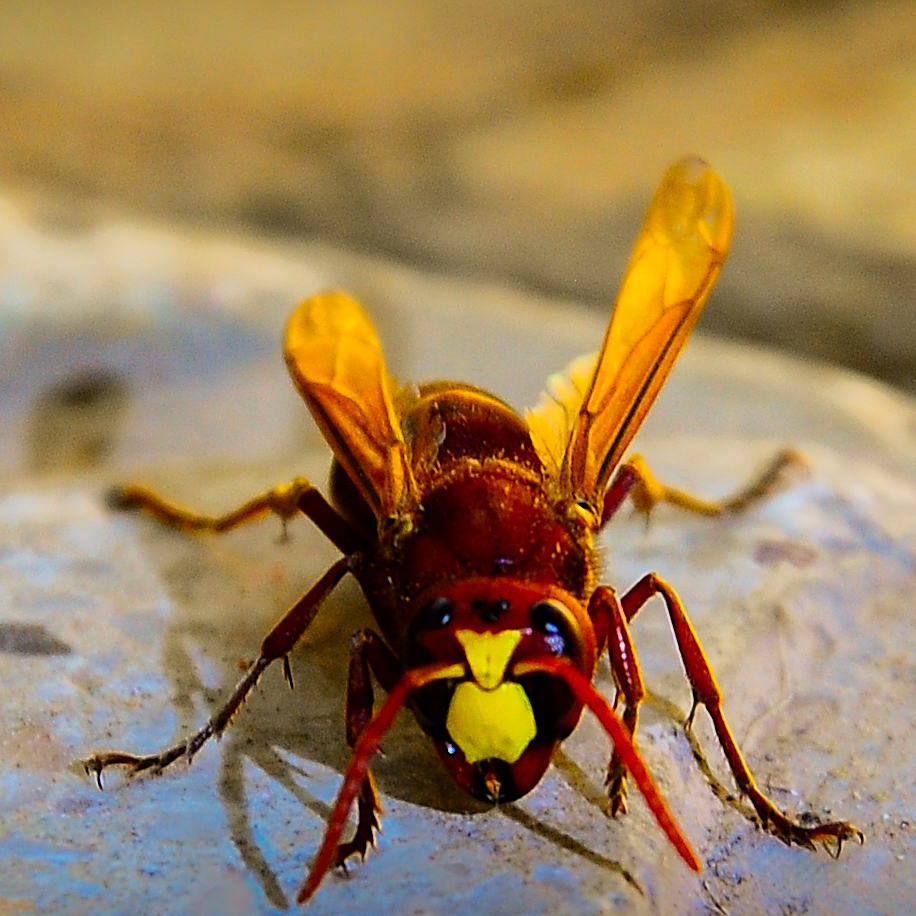
Loài mẫu Ong vò vẽ

Thông thường, sự bắt chước hay xảy ra giữa hai loài động vật cùng sinh sống trong một vùng (sinh cảnh) nhất định và chúng giống nhau chủ yếu về hình thái, nhưng cũng có khi giống nhau về tập tính hoặc tiếng kêu hay mùi vị phát ra. Hiện tượng này thực chất là kết quả của quá trình tiến hóa, do tác động của chọn lọc tự nhiên diễn ra rất lâu dài trong một quần xã. Kết quả là mang lại lợi thế trước hết cho loài bắt chước và sau đó có thể có lợi thế cho loài mẫu, cũng là kết quả của quá trình tiến hóa hội tụ.
Trong sự phát triển mạnh mẽ của sinh học phân tử, tương đối gần đây đã phát hiện được sự bắt chước còn xảy ra ở cấp độ phân tử, gọi là hiện tượng molecular mimicry hoặc phân tử bắt chước.

## Tổng quan

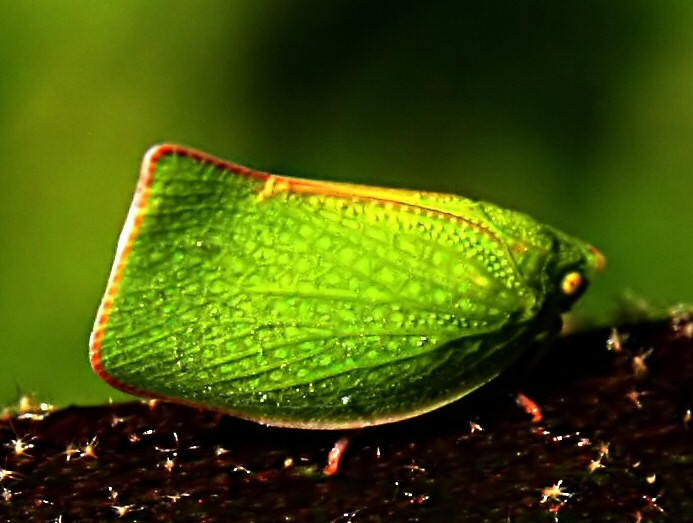
Côn trùng trong Bộ Cánh nủa giả thành một chiếc lá)

Thường thường thì sự bắt chước xảy ra giữa 2 loài khác nhau, như một con bướm bắt chước hay mô phỏng như là một con nhện ăn bướm để tự bảo vệ lấy mình. Thường thường thì sự bắt chước chỉ có lợi cho loài đi bắt chước người ta và hại cho loài tiếp nhận. Cải trang cũng là một dạng bắt chước vì một loài giả ra thành môi trường chung quanh của nó (như là một vài loài côn trùng giả ra lá, hoa hay đá cỏ)
Tuy loại bắt chước dễ nhận ra nhất là do thi giác nhưng cũng có những bắt chước về mùi hương, tiếng động. Cũng có thể bắt chước về hình thái, hành vi hay bắt chước những tính chất khác. Bắt chước luôn luôn làm cho đối tượng tiếp nhận bì lầm lẫn, thí dụ như chim ăn sâu bọ đôi khi không dám ăn một loài sâu nào đó vì nó giống một loài khác có mùi vị khó nuốt trôi.p161
Một loài có thể lúc bắt chước loài này có lúc bắt chước loài khác tùy theo giao đoạn. Một loài cũng có thể bị nhiều loài khác bắc chước. Nhưng con hay bắt chước nhât là côn trùng tuy là có trường họp loài hữu nhũ bắt chước. Cây cỏ nấm cũng có bắt chước nhưng nghiên cứu về chúng chưa có nhiều 

## Các ví dụ

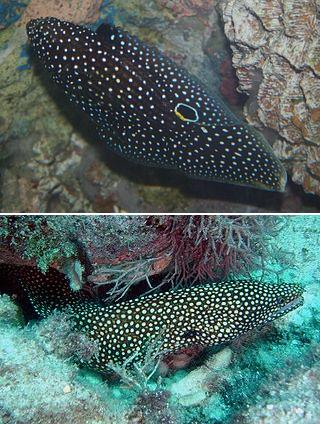
Khi bị hăm dọa hay tấn công cá Calloplesiops altivelis (trên) bắt chước bộ dạng của loài lươn biển Gymnothorax meleagris (dưới)
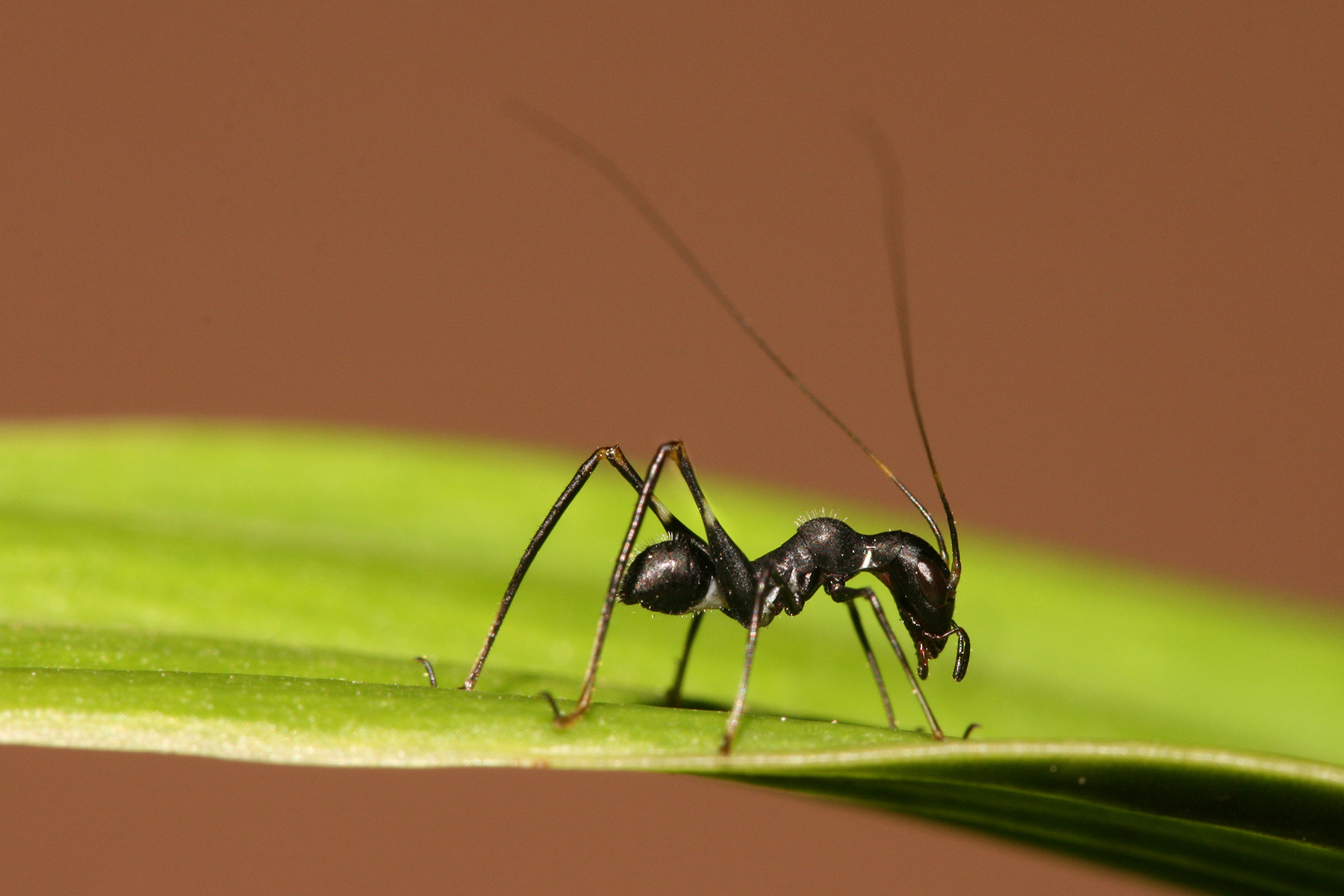
Ấu trùng của loài cào cào Macroxiphus bắt chước một con kiến
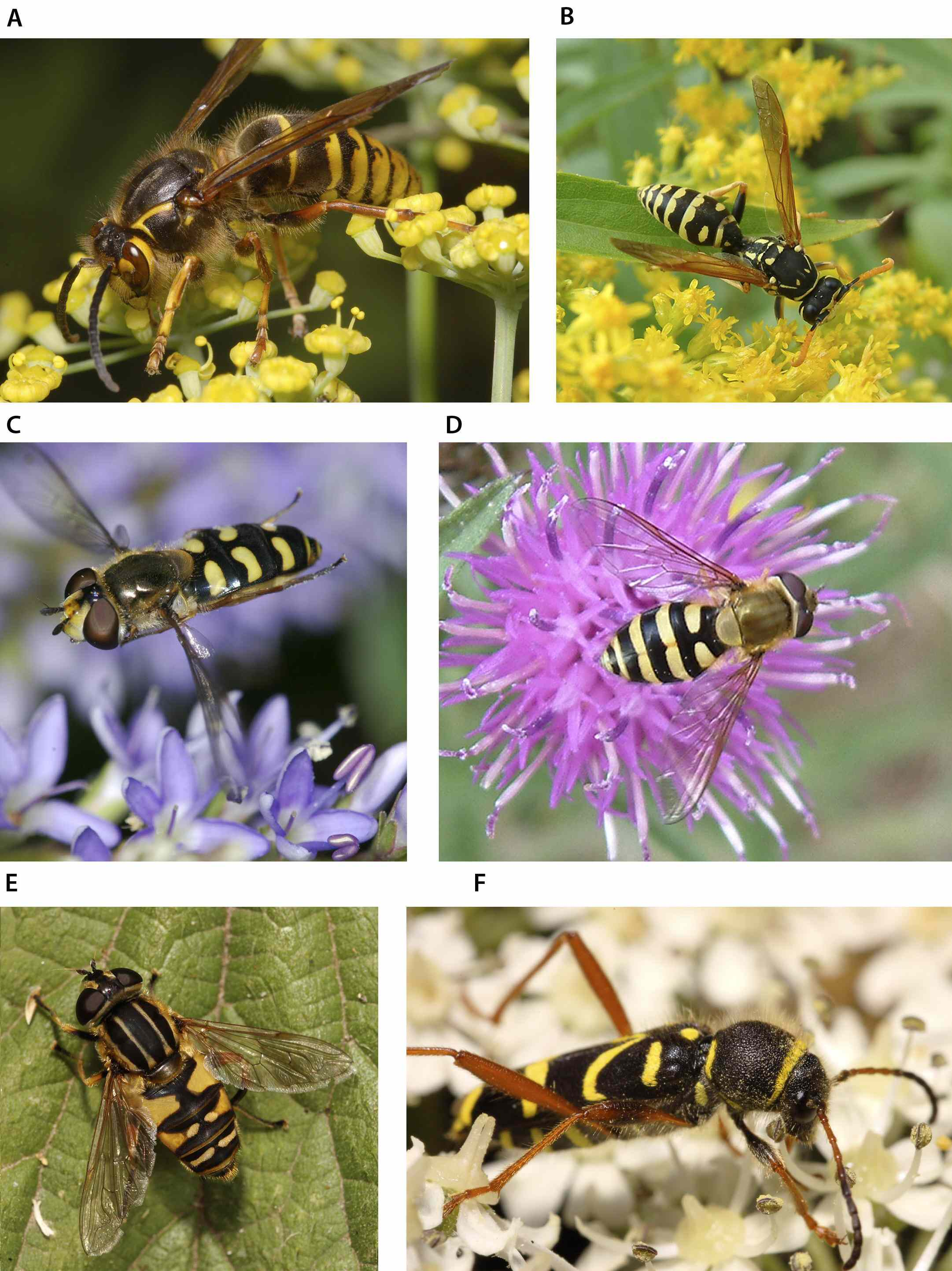
Nhiều loài ruồi như là ruồi giả ong bắt chước loài ong bắp cày
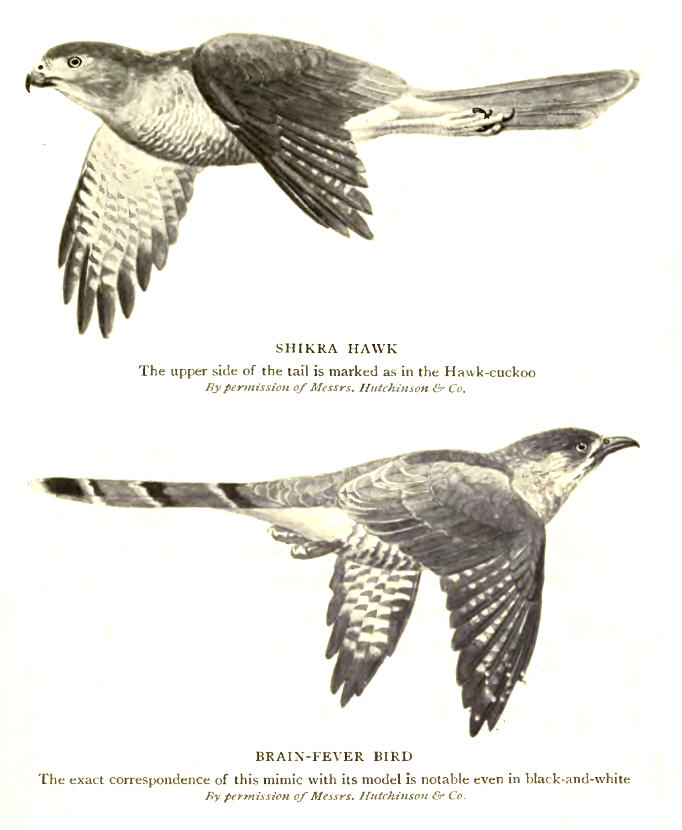
Chim cu Hierococcyx varius giả dạng loài chim ó Accipiter badius
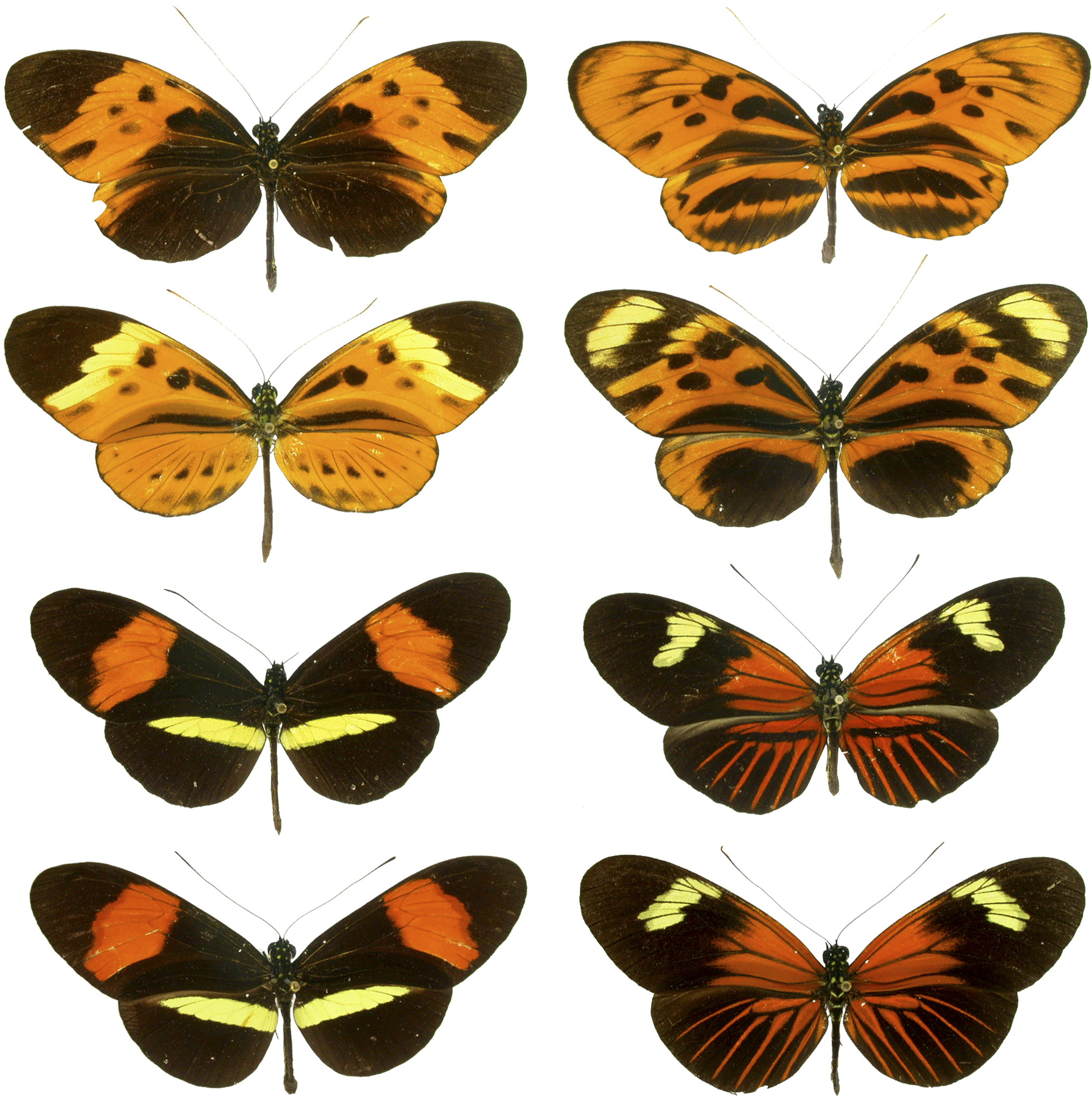
Bướm Heliconius vùng nhiệt đới Tây bán cầu là một thí dụ kinh điển của sự bắt chước.
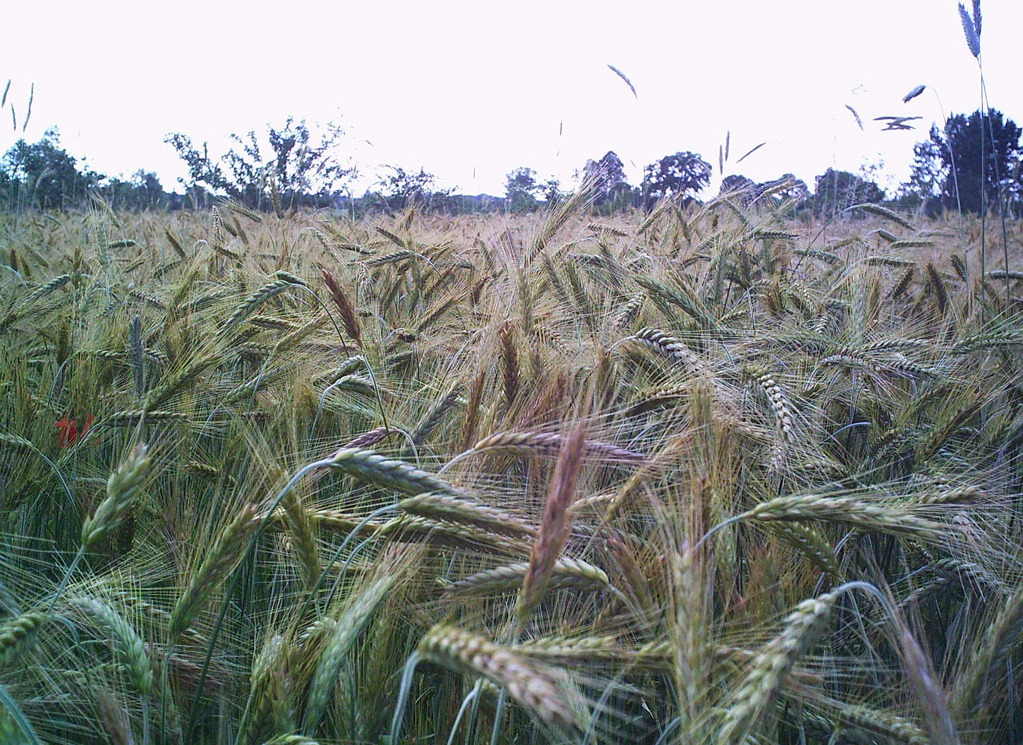
Lúa mạch đen bắt chước lúa mì
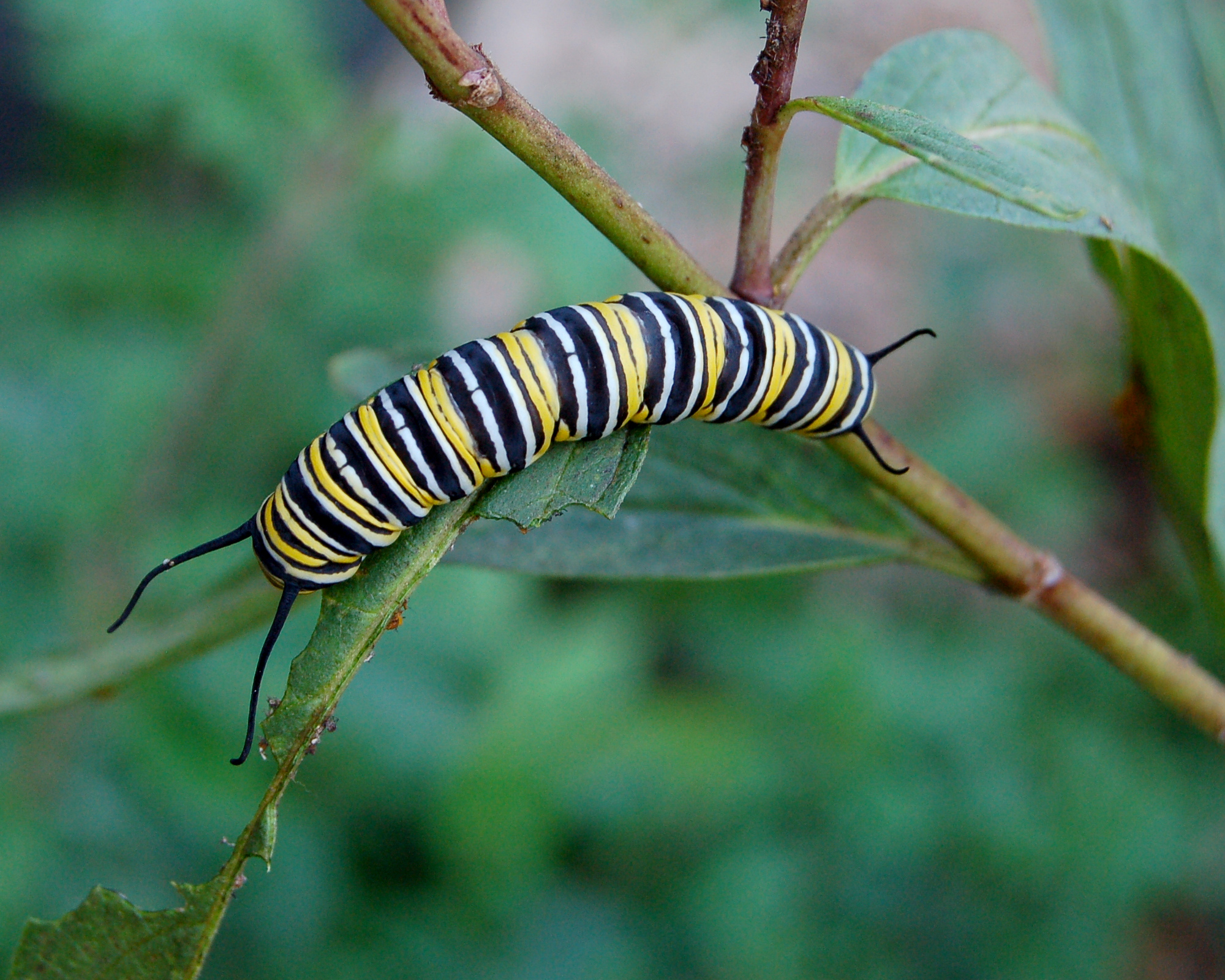
Sâu của loài bướm vua có độc tố khác nhau tùy theo chúng ăn cái gì. Có thể coi là những con ít độc bắt chước những con có độc tố cao (gọi là tự bắt chươc)
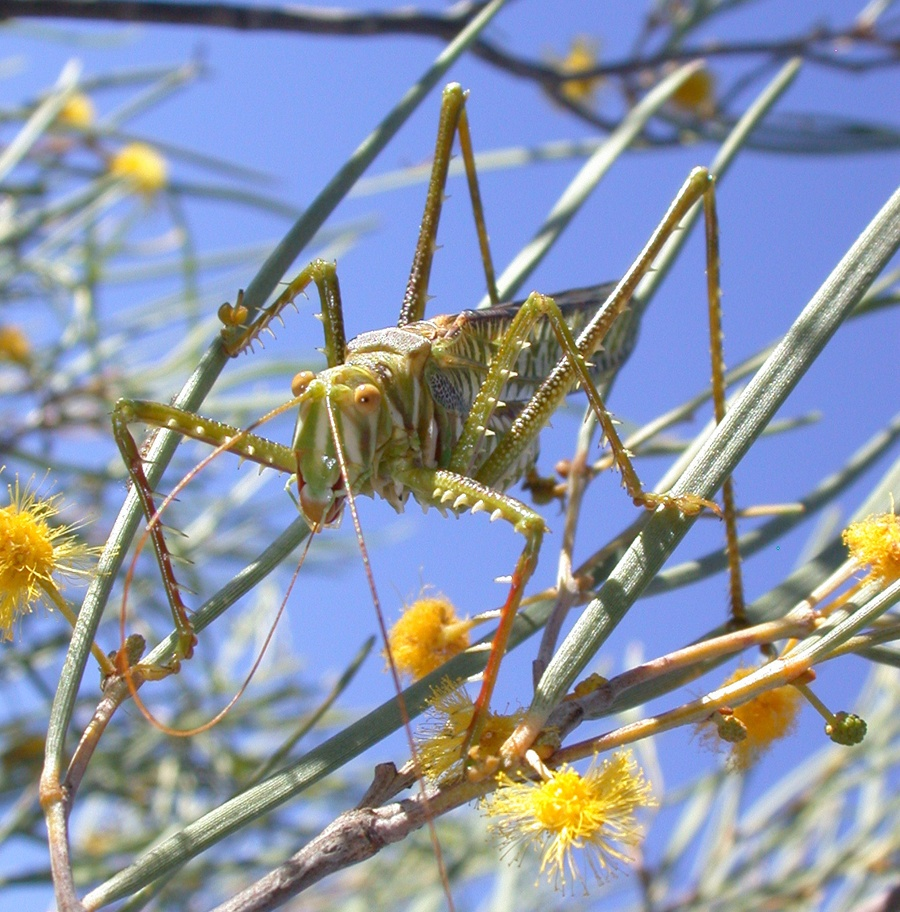
Loài cào cào Chlorobalius leucoviridis giả tiếng gáy của con Cicadas mái dễ dụ con Cicadas trống đến cho chúng ăn thịt
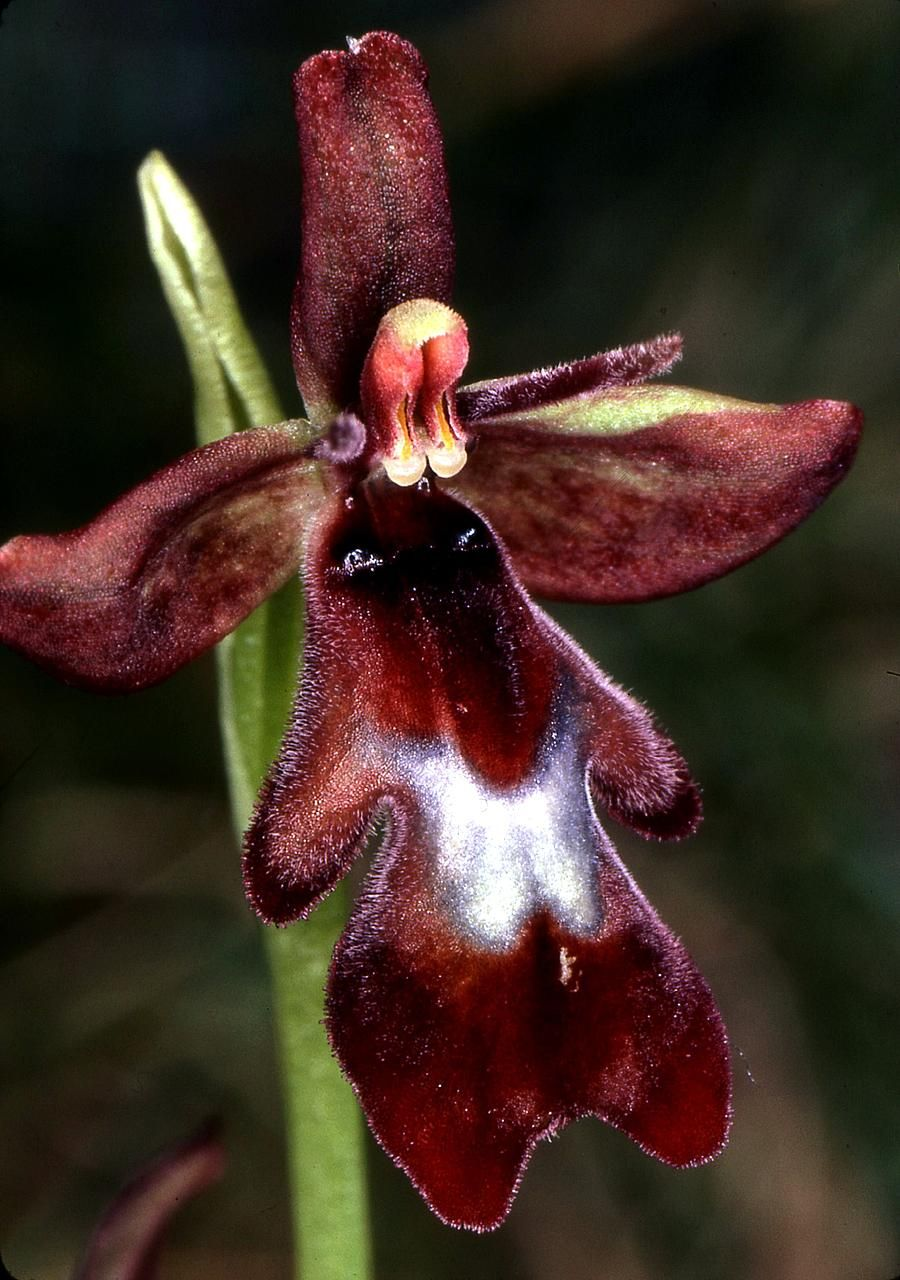
Hoa lan Ophrys insectifera tỏa ra mùi hương như ruồi cái để dụ ruồi đực đến giúp cho sự thụ phấn của nó
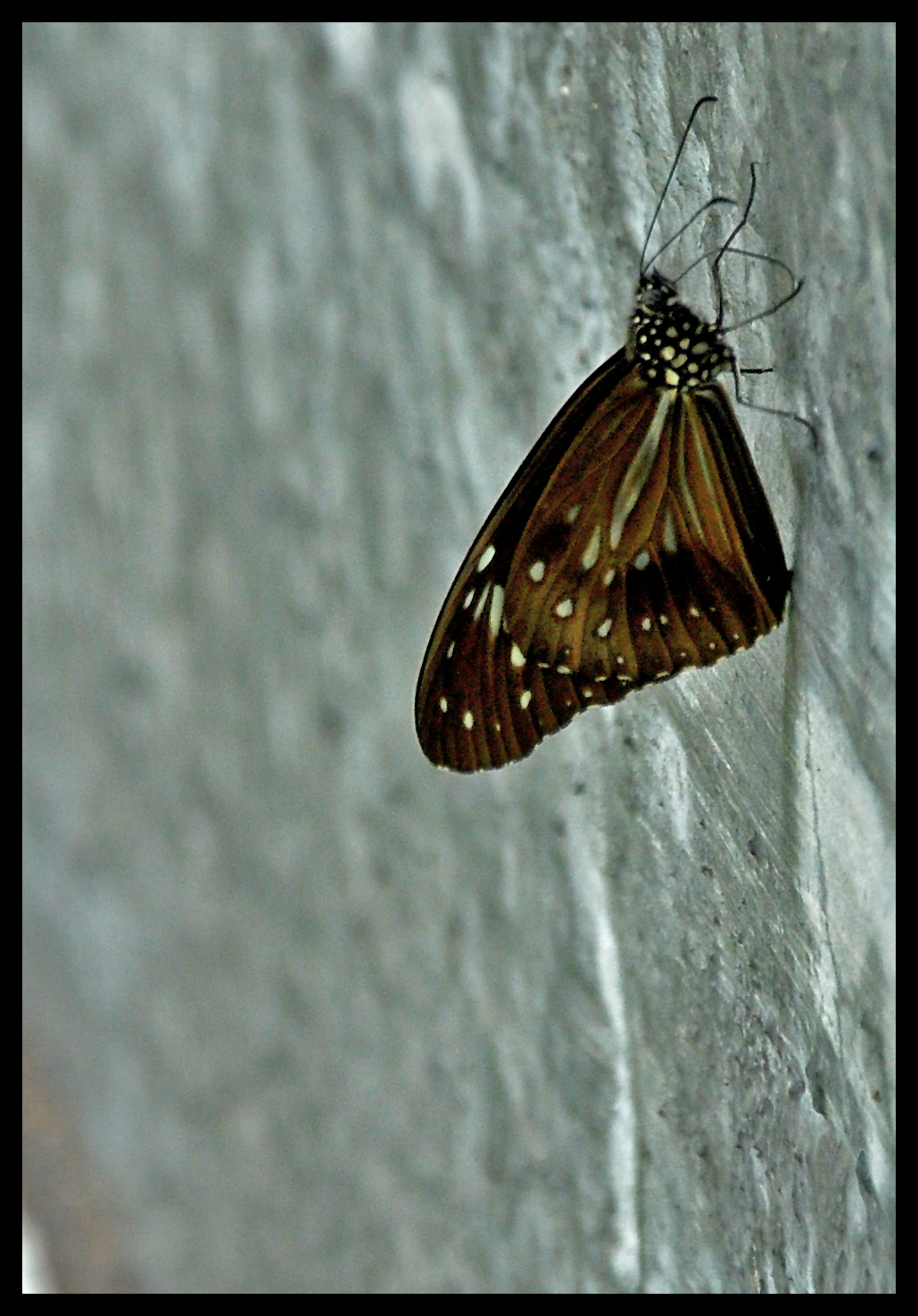
Bướm Euploea core là một loài bướm không ăn được. Nó thường hay bị các loài bướm khác bắt chước
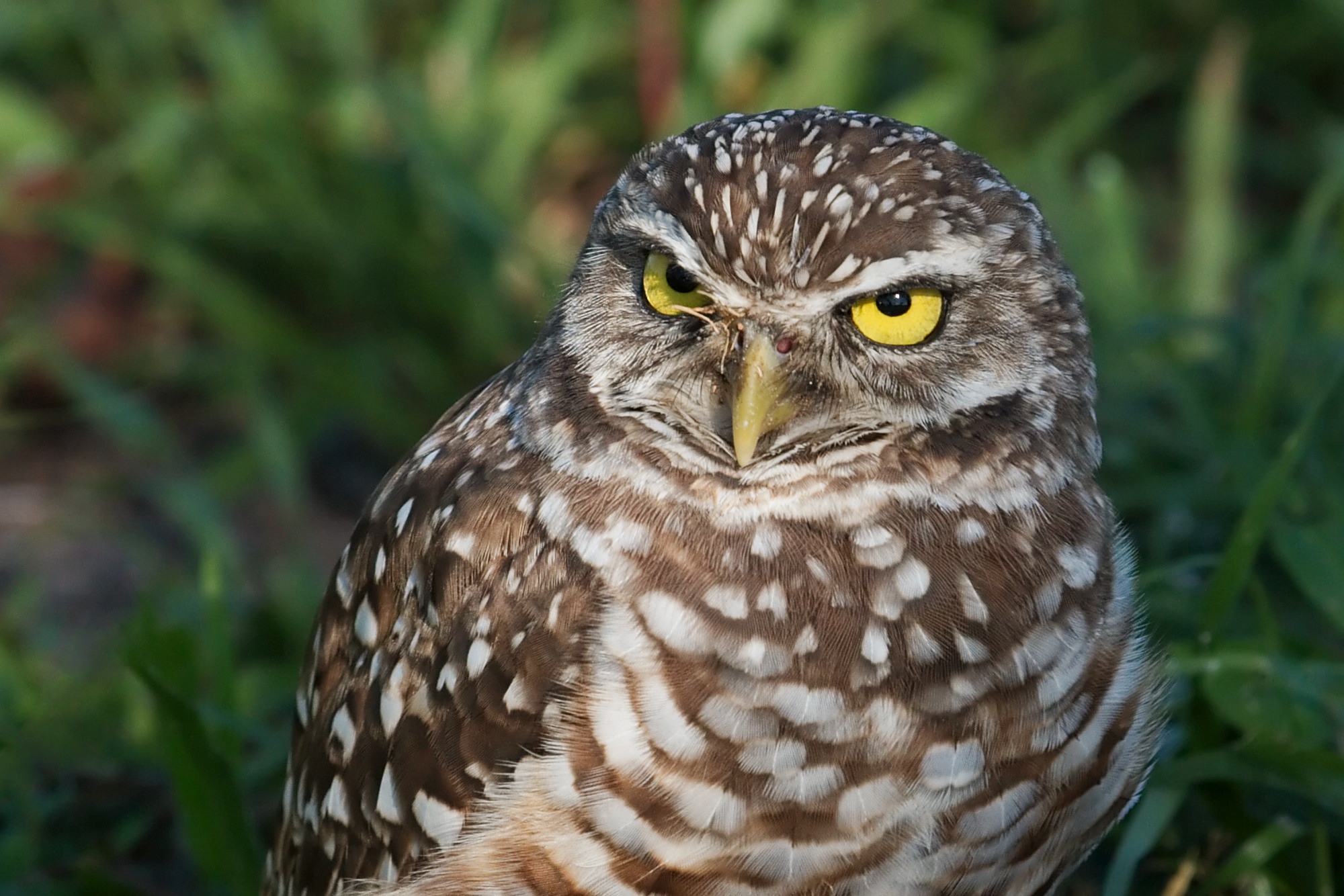
Chim cú Athene cunicularia con khi có biến động thì cất lên tiếng kêu như là loài rắn run chuông. Đây là một thí dụ bắt chước âm thanh
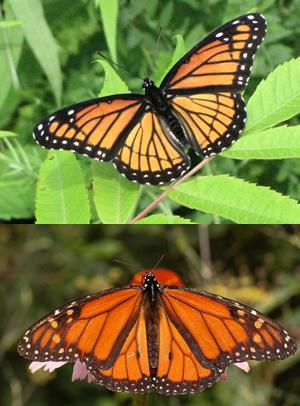
Bướm Viceroy (trên) lúc trước được xem là bắt chước Bướm vua (dưới). Thuyết mới là hai loài này bắt chước lẫn nhau. Vì chúng cùng là bướm độc nên bắt chước lẫn nhau để khiến chim e ngại khi phải ăn bất cứ con nào.